# 国际警察院校交流协会
国际警察院校交流协会（英語：International Association of Police Academies，INTERPA），简称国际警校协会、警校协会，成立于2011年7月2日，由土耳其国家警察学院推動，並在伊斯坦堡成立。成立之初，协会成员是来自22个不同国家的24所警察学校組成，2013年的交流会上升至46所。